# Liste der Herrscher namens Hermann
Hermann hießen folgende Herrscher

## Hermann
- Hermann von Salm, Gegenkönig des Heiligen Römischen Reichs (1081–1088)
- Hermann (Lothringen), Herzog (954–959)
- Hermann Billung, Herzog von Sachsen (961–973)
- Hermann (Kärnten), Herzog (1161–1181)
- Hermann (Österreich), Herzog (1248–1251)
- Herrmann von Sachsen-Weimar-Eisenach (1825–1901), Herzog zu Sachsen sowie württembergischer General
- Hermann (Verdun), Graf von Brabant († 1029)
- Hermann von Mons, Graf von Bergen, Markgraf von Valenciennes († 1051)
- Hermann Adolf (Lippe), Graf von Lippe-Detmold (1652–1665)
- Hermann (Hohenzollern-Hechingen), Reichsfürst (1798–1810)

## Hermann I.
- Hermann I. (Schwaben), Herzog (926–948)
- Hermann I. (Lothringen), Pfalzgraf († vor 996)
- Hermann I. von Winzenburg, Landgraf von Thüringen (1111/1112–1122)
- Hermann I. (Meißen), Markgraf (1009–1038)
- Hermann I. (Baden), Markgraf von Verona (1061–1073)
- Hermann I. zu Castell, Graf von Castell († um 1289)
- Hermann I. (Ravensberg), Graf
- Hermann I. (Lippe), Graf (1158–1172)
- Hermann I. (Weimar-Orlamünde), Graf (1170–1176)
- Hermann I. (Thüringen), Landgraf (1190–1217)
- Hermann I. von Henneberg, Graf (1224–1290)
- Hermann I. (Hessen), Landgraf (1328–1370)
- Hermann I. (Cilli) (* 1332/34; † 1385), Graf von Cilli
- Hermann I. (Abt von St. Blasien) († 1222), von 1204 bis 1222 Abt im Kloster St. Blasien im Südschwarzwald

## Hermann II.
- Hermann II. (Werl), Graf (um 985–1025)
- Hermann II. (Schwaben), Herzog (997–1003)
- Hermann II. (Lothringen), Pfalzgraf (1064–1085)
- Hermann II. von Winzenburg, Landgraf von Thüringen (1122–1130)
- Hermann II. (Baden), Markgraf (1074–1130)
- Hermann II. zu Castell, Graf († um 1331)
- Hermann II. (Lippe), Graf (1196–1229)
- Hermann II. (Weimar-Orlamünde), Graf (1206–1247)
- Hermann II. (Sulz), Graf (um 1215)
- Hermann II. (Ravensberg), Graf († 1221)
- Hermann II. (Thüringen), Landgraf (1227–1241)
- Hermann II. (Hessen), Landgraf (1376–1413)

## Hermann III./…
- Hermann III. (Schwaben), Herzog (1003–1012)
- Hermann III. (Baden), Markgraf (1130–1160)
- Hermann III. (Lippe) (1233–1274)
- Hermann III. (Weimar-Orlamünde), Graf (1247–1283)
- Hermann III. (Sulz), Graf (um 1268)
- Hermann III. († 1504), Fürstabt von Corvey, siehe Hermann von Bömelberg

- Hermann IV. (Schwaben), Herzog (1030–1038)
- Hermann IV. (Baden), Markgraf (1160–1190)
- Hermann IV. (Sulz), Graf (um 1312)
- Hermann IV. (Hessen-Rotenburg), Landgraf von Hessen-Rotenburg (1607–1658)

- Hermann V. (Baden), Markgraf (1190–1234)
- Hermann V. (Sulz), Graf (um 1350)

- Hermann VI. (Baden) (1243 bis 1250) Markgraf von Verona und Baden
- Hermann VI. (Sulz), Graf (1392–1429)
- Hermann VII. (Baden), Markgraf (1288–1291)
- Hermann IX. (Baden), Markgraf (1333–1353)

## Kirchliche Herrscher
- Hermann I. von Buxthoeven, Bischof von Dorpat
- Hermann I. (Köln), Erzbischof (889/90–924)
- Hermann I. (Münster), Bischof von Münster (1032–1042)
- Hermann I. (Bamberg), Bischof von Bamberg (1065–1075)
- Hermann I. von Holte, von 1223 bis 1253 Abt der Benediktinerabtei Corvey in der ostwestfälischen Stadt Höxter
- Hermann von Niederaltaich, Abt von Niederaltaich
- Hermann II. (Köln), Erzbischof von Köln (1036–1056)
- Hermann II. von Katzenelnbogen, Fürstbischof (1173–1202)
- Hermann II. von Buxhoeveden, Bischof (1230–1285)
- Hermann II. von Buchenau († 1449), von 1419 bis 1427 Koadjutor und Verweser und von 1440 bis 1449 Abt von Fulda
- Hermann II. Wesel, Fürstbischof von Tartu (1552–1558)
- Hermann III. von Hochstaden, Erzbischof von Köln (1089–1099)
- Hermann III. von Breitenlandenberg (auch: Hermann von Landenberg; 1410–1474), von 1466 bis 1474 Bischof von Konstanz
- Hermann IV. von Hessen, der Friedsame, Kurfürst und Erzbischof von Köln (1480–1508)
- Hermann V. von Wied, Kurfürst und Erzbischof von Köln (1515–1547)
- Hermann I. (Ebrach), Abt von Ebrach
- Hermann II. (Ebrach) († 1306), Abt von Ebrach
- Hermann III. von Kottenheim († 1447), Abt von Ebrach
- Hermann (Münsterschwarzach), Abt von Münsterschwarzach
- Hermann von Arbon († 1165), von 1138 bis 1165 Bischof von Konstanz
- Hermann von Bremen († 1035), 1032–1035 Erzbischof von Hamburg-Bremen
- Hermann van Hoorn, Fürstbischof von Utrecht (1151–1156)
- Hermann von Hildesheim († 1170), Bischof des Hildesheim
- Hermann von Ortenburg (* 1147, † 1200), Gegenbischof von Gurk
- Hermann von Reith, Abt von Schlüchtern und Abt von St. Stephan, Würzburg
- Hermann von Verden, Bischof von Verden (1149–1167)
- Hermann Werner von Wolff-Metternich zur Gracht, Fürstbischof von Paderborn (1683–1704)